# Wahlkreis Potenza (Senato della Repubblica)
Der Wahlkreis Potenza war von 1948 bis 2005 und ist seit 2017 wieder ein Wahlkreis (italienisch collegio elettorale) für die Wahl des Senats.

## Von 1948 bis 1993

### Wahlkreisgebiet
Der Wahlkreis umfasste 19 Gemeinden: Avigliano, Baragiano, Bella, Castelgrande, Muro Lucano, Pescopagano, Picerno, Pietragalla, Pignola, Potenza, Ruoti, Cancellara, Oppido Lucano, Ruvo del Monte, Rapone, San Chirico Nuovo, San Fele, Tolve und Vaglio Lucano.

### Wahlergebnisse

#### Parlamentswahl 1948
| Kandidaten               | Kandidaten                   | Parteien                    | Stimmen | %    |
| ------------------------ | ---------------------------- | --------------------------- | ------- | ---- |
|                          | Mario Zottagewählt           | Democrazia Cristiana        | 26.605  | 55,8 |
|                          | Domenico Biscotti            | Fronte Democratico Popolare | 9.129   | 19,1 |
|                          | Antonio Quaglietta           | Unabh.                      | 6.682   | 14,0 |
|                          | Aldo Enzo Pignatari D’Errico | Unità Socialista            | 5.272   | 11,1 |
| Gesamt                   | Gesamt                       | Gesamt                      | 47.688  | 100  |
|                          |                              |                             |         |      |
| Ungültige Stimmen        | Ungültige Stimmen            | Ungültige Stimmen           | 3.955   | 7,7  |
| Wähler                   | Wähler                       | Wähler                      | 51.643  | 91,5 |
| Wahlberechtigte          | Wahlberechtigte              | Wahlberechtigte             | 56.430  |      |
|                          |                              |                             |         |      |
| Quelle: Innenministerium |                              |                             |         |      |

#### Parlamentswahl 1953
| Kandidaten               | Kandidaten           | Parteien                     | Stimmen | %    |
| ------------------------ | -------------------- | ---------------------------- | ------- | ---- |
|                          | Mario Zottagewählt   | Democrazia Cristiana         | 22.896  | 43,3 |
|                          | Michele Mancino      | Partito Comunista Italiano   | 11.394  | 21,6 |
|                          | Bartolomeo Gianturco | Movimento Sociale Italiano   | 9.371   | 17,7 |
|                          | Antonio Quaglietta   | Partito Nazionale Monarchico | 5.546   | 10,5 |
|                          | Federico Gavioli     | Partito Socialista Italiano  | 2.943   | 5,6  |
|                          | Giacchino Viggiani   | Partito Liberale Italiano    | 710     | 1,3  |
| Gesamt                   | Gesamt               | Gesamt                       | 52.860  | 100  |
|                          |                      |                              |         |      |
| Ungültige Stimmen        | Ungültige Stimmen    | Ungültige Stimmen            | 3.367   | 6,0  |
| Wähler                   | Wähler               | Wähler                       | 56.227  | 92,0 |
| Wahlberechtigte          | Wahlberechtigte      | Wahlberechtigte              | 61.104  |      |
|                          |                      |                              |         |      |
| Quelle: Innenministerium |                      |                              |         |      |

#### Parlamentswahl 1958
| Kandidaten               | Kandidaten                | Parteien                                | Stimmen | %    |
| ------------------------ | ------------------------- | --------------------------------------- | ------- | ---- |
|                          | Mario Zottagewählt        | Democrazia Cristiana                    | 28.870  | 49,0 |
|                          | Ignazio Petrone           | Partito Comunista Italiano              | 14.021  | 23,8 |
|                          | Eduardo Stolfi            | Partito Monarchico Popolare             | 5.806   | 9,9  |
|                          | Domenico Biscotti         | Partito Socialista Italiano             | 3.932   | 6,7  |
|                          | Secondo Manuello Bertetto | Partito Nazionale Monarchico            | 3.789   | 6,4  |
|                          | Nicola Corona             | Partito Socialista Democratico Italiano | 1.296   | 2,2  |
|                          | Elio Vito Iannielli       | Movimento Comunità                      | 1.163   | 2,0  |
| Gesamt                   | Gesamt                    | Gesamt                                  | 58.877  | 100  |
|                          |                           |                                         |         |      |
| Ungültige Stimmen        | Ungültige Stimmen         | Ungültige Stimmen                       | 3.481   | 5,6  |
| Wähler                   | Wähler                    | Wähler                                  | 62.358  | 93,3 |
| Wahlberechtigte          | Wahlberechtigte           | Wahlberechtigte                         | 66.852  |      |
|                          |                           |                                         |         |      |
| Quelle: Innenministerium |                           |                                         |         |      |

#### Parlamentswahl 1963
| Kandidaten               | Kandidaten            | Parteien                                         | Stimmen | %    |
| ------------------------ | --------------------- | ------------------------------------------------ | ------- | ---- |
|                          | D. Pafundigewählt     | Democrazia Cristiana                             | 23.715  | 39,4 |
|                          | I. Petrone            | Partito Comunista Italiano                       | 14.740  | 24,5 |
|                          | B. Gianturco          | Movimento Sociale Italiano                       | 8.471   | 14,1 |
|                          | D. Biscotti           | Partito Socialista Italiano                      | 5.160   | 8,6  |
|                          | O. Spadazzi           | Partito Liberale Italiano                        | 3.843   | 6,4  |
|                          | A. Pignatari D’Arrico | Partito Socialista Democratico Italiano          | 3.243   | 5,4  |
|                          | M. Brienza            | Partito Democratico Italiano di Unità Monarchica | 1.044   | 1,7  |
| Gesamt                   | Gesamt                | Gesamt                                           | 60.216  | 100  |
|                          |                       |                                                  |         |      |
| Ungültige Stimmen        | Ungültige Stimmen     | Ungültige Stimmen                                | 4.337   | 6,7  |
| Wähler                   | Wähler                | Wähler                                           | 64.553  | 88,3 |
| Wahlberechtigte          | Wahlberechtigte       | Wahlberechtigte                                  | 73.095  |      |
|                          |                       |                                                  |         |      |
| Quelle: Innenministerium |                       |                                                  |         |      |

#### Parlamentswahl 1968
| Kandidaten               | Kandidaten                   | Parteien                                  | Stimmen | %    |
| ------------------------ | ---------------------------- | ----------------------------------------- | ------- | ---- |
|                          | Vincenzo Verrastrogewählt    | Democrazia Cristiana                      | 29.792  | 47,5 |
|                          | I. Petrone                   | PCI – PSIUP                               | 13.424  | 21,4 |
|                          | Francescantonio Bardigewählt | Partito Socialista Unificato (PSI – PSDI) | 11.894  | 19,0 |
|                          | F. Galasso                   | Movimento Sociale Italiano                | 4.675   | 7,5  |
|                          | C. Mastrosimone              | Partito Liberale Italiano                 | 2.434   | 3,9  |
|                          | A. F. Benvignati             | Partito Repubblicano Italiano             | 485     | 0,8  |
| Gesamt                   | Gesamt                       | Gesamt                                    | 62.704  | 100  |
|                          |                              |                                           |         |      |
| Ungültige Stimmen        | Ungültige Stimmen            | Ungültige Stimmen                         | 4.141   | 6,2  |
| Wähler                   | Wähler                       | Wähler                                    | 66.845  | 87,9 |
| Wahlberechtigte          | Wahlberechtigte              | Wahlberechtigte                           | 76.065  |      |
|                          |                              |                                           |         |      |
| Quelle: Innenministerium |                              |                                           |         |      |

#### Parlamentswahl 1972
| Kandidaten               | Kandidaten           | Parteien                                      | Stimmen | %    |
| ------------------------ | -------------------- | --------------------------------------------- | ------- | ---- |
|                          | C. Merenda           | Democrazia Cristiana                          | 29.738  | 44,7 |
|                          | B. Grezzi            | PCI – PSIUP                                   | 15.113  | 22,7 |
|                          | F. Bardi             | Partito Socialista Italiano                   | 7.925   | 11,9 |
|                          | A. G. G. L. Bellezza | Movimento Sociale Italiano – Destra Nazionale | 7.190   | 10,8 |
|                          | M. Grimaldi          | Partito Socialista Democratico Italiano       | 3.639   | 5,5  |
|                          | R. M. Cimadoro       | Partito Liberale Italiano                     | 2.166   | 3,3  |
|                          | C. Rosa              | Partito Repubblicano Italiano                 | 720     | 1,1  |
| Gesamt                   | Gesamt               | Gesamt                                        | 66.491  | 100  |
|                          |                      |                                               |         |      |
| Ungültige Stimmen        | Ungültige Stimmen    | Ungültige Stimmen                             | 1.484   | 2,2  |
| Wähler                   | Wähler               | Wähler                                        | 67.975  | 85,3 |
| Wahlberechtigte          | Wahlberechtigte      | Wahlberechtigte                               | 79.701  |      |
|                          |                      |                                               |         |      |
| Quelle: Innenministerium |                      |                                               |         |      |

#### Parlamentswahl 1976
| Kandidaten               | Kandidaten                 | Parteien                                      | Stimmen | %    |
| ------------------------ | -------------------------- | --------------------------------------------- | ------- | ---- |
|                          | Nicola Lapentagewählt      | Democrazia Cristiana                          | 29.696  | 43,9 |
|                          | Domenico Paciello          | Partito Comunista Italiano                    | 21.050  | 31,1 |
|                          | Donato Bardi               | Partito Socialista Italiano                   | 6.946   | 10,3 |
|                          | Domenico Mario Cordasco    | Movimento Sociale Italiano – Destra Nazionale | 5.799   | 8,6  |
|                          | Santo Chiantini            | PLI – PRI                                     | 2.371   | 3,5  |
|                          | Tommaso Ettore Vitto Pedio | Partito Socialista Democratico Italiano       | 1.645   | 2,4  |
|                          | Gaetano Ambrico            | Nuovo Partito Popolare                        | 204     | 0,3  |
| Gesamt                   | Gesamt                     | Gesamt                                        | 67.711  | 100  |
|                          |                            |                                               |         |      |
| Ungültige Stimmen        | Ungültige Stimmen          | Ungültige Stimmen                             | 3.216   | 4,5  |
| Wähler                   | Wähler                     | Wähler                                        | 70.927  | 89,1 |
| Wahlberechtigte          | Wahlberechtigte            | Wahlberechtigte                               | 79.623  |      |
|                          |                            |                                               |         |      |
| Quelle: Innenministerium |                            |                                               |         |      |

#### Parlamentswahl 1979
| Kandidaten               | Kandidaten        | Parteien                                      | Stimmen | %    |
| ------------------------ | ----------------- | --------------------------------------------- | ------- | ---- |
|                          | N. Lapentagewählt | Democrazia Cristiana                          | 30.921  | 45,2 |
|                          | S. M. Micele      | Partito Comunista Italiano                    | 18.310  | 26,8 |
|                          | A. Vicario        | Partito Socialista Italiano                   | 6.650   | 9,7  |
|                          | L. De Bellis      | Movimento Sociale Italiano – Destra Nazionale | 5.599   | 8,2  |
|                          | R. Pergola        | Partito Socialista Democratico Italiano       | 3.758   | 5,5  |
|                          | M. Bisceglia      | Partito Radicale – Nuova Sinistra Unita       | 1.104   | 1,6  |
|                          | V. Tomasulo       | Partito Liberale Italiano                     | 1.060   | 1,6  |
|                          | A. A. D. N. Ielpo | Partito Repubblicano Italiano                 | 984     | 1,4  |
| Gesamt                   | Gesamt            | Gesamt                                        | 68.386  | 100  |
|                          |                   |                                               |         |      |
| Ungültige Stimmen        | Ungültige Stimmen | Ungültige Stimmen                             | 5.303   | 7,2  |
| Wähler                   | Wähler            | Wähler                                        | 73.689  | 85,1 |
| Wahlberechtigte          | Wahlberechtigte   | Wahlberechtigte                               | 86.571  |      |
|                          |                   |                                               |         |      |
| Quelle: Innenministerium |                   |                                               |         |      |

#### Parlamentswahl 1983
| Kandidaten               | Kandidaten              | Parteien                                      | Stimmen | %    |
| ------------------------ | ----------------------- | --------------------------------------------- | ------- | ---- |
|                          | Nicola Lapentagewählt   | Democrazia Cristiana                          | 30.678  | 44,0 |
|                          | Prospero Bonito Oliva   | Partito Comunista Italiano                    | 19.949  | 28,6 |
|                          | Michele Speranza        | Partito Socialista Italiano                   | 7.580   | 10,9 |
|                          | Antonio Mancino         | Movimento Sociale Italiano – Destra Nazionale | 5.379   | 7,7  |
|                          | Rocco Pergola           | Partito Socialista Democratico Italiano       | 3.239   | 4,6  |
|                          | Francesco Paciolla      | Partito Repubblicano Italiano                 | 910     | 1,3  |
|                          | Salvatore Nolè          | Partito Liberale Italiano                     | 870     | 1,2  |
|                          | Maria Consiglia Rosaria | Partito Radicale                              | 739     | 1,1  |
|                          | Mario Fedele Labollita  | Lista per Trieste – PPPIU                     | 336     | 0,5  |
| Gesamt                   | Gesamt                  | Gesamt                                        | 69.680  | 100  |
|                          |                         |                                               |         |      |
| Ungültige Stimmen        | Ungültige Stimmen       | Ungültige Stimmen                             | 6.349   | 8,4  |
| Wähler                   | Wähler                  | Wähler                                        | 76.029  | 84,0 |
| Wahlberechtigte          | Wahlberechtigte         | Wahlberechtigte                               | 90.508  |      |
|                          |                         |                                               |         |      |
| Quelle: Innenministerium |                         |                                               |         |      |

#### Parlamentswahl 1987
| Kandidaten               | Kandidaten             | Parteien                                      | Stimmen | %    |
| ------------------------ | ---------------------- | --------------------------------------------- | ------- | ---- |
|                          | C. F. N. Azzaragewählt | Democrazia Cristiana                          | 32.246  | 43,5 |
|                          | P. Bonito Oliva        | Partito Comunista Italiano                    | 20.208  | 27,3 |
|                          | V. Lovallo             | Partito Socialista Italiano                   | 8.768   | 11,8 |
|                          | N. Trerotola           | Movimento Sociale Italiano – Destra Nazionale | 5.142   | 6,9  |
|                          | R. Pergola             | Partito Socialista Democratico Italiano       | 3.065   | 4,1  |
|                          | S. A. Misuriello       | Lista Verde                                   | 988     | 1,3  |
|                          | R. M. Cimadomo         | Partito Liberale Italiano                     | 945     | 1,3  |
|                          | A. Torzuoli            | Partito Radicale                              | 851     | 1,1  |
|                          | D. Galotta             | Partito Repubblicano Italiano                 | 749     | 1,0  |
|                          | C. Pesacane            | Democrazia Proletaria                         | 747     | 1,0  |
|                          | G. Sabino              | Liga Veneta – Pensionati Uniti                | 280     | 0,4  |
|                          | F. Poolicelli          | Alleanza Popolare Pensionati                  | 95      | 0,1  |
| Gesamt                   | Gesamt                 | Gesamt                                        | 74.084  | 100  |
|                          |                        |                                               |         |      |
| Ungültige Stimmen        | Ungültige Stimmen      | Ungültige Stimmen                             | 5.657   | 7,1  |
| Wähler                   | Wähler                 | Wähler                                        | 79.741  | 83,5 |
| Wahlberechtigte          | Wahlberechtigte        | Wahlberechtigte                               | 95.463  |      |
|                          |                        |                                               |         |      |
| Quelle: Innenministerium |                        |                                               |         |      |

#### Parlamentswahl 1992
| Kandidaten               | Kandidaten                     | Parteien                                      | Stimmen | %    |
| ------------------------ | ------------------------------ | --------------------------------------------- | ------- | ---- |
|                          | Carmelo Azzaràgewählt          | Democrazia Cristiana                          | 29.928  | 39,4 |
|                          | Donato Antonio Pace            | Partito Socialista Italiano                   | 14.296  | 18,8 |
|                          | Antonio Fasanella              | Partito Democratico della Sinistra            | 12.217  | 16,1 |
|                          | Vincenzo Alfredo Maria Laurita | Movimento Sociale Italiano – Destra Nazionale | 4.493   | 5,9  |
|                          | Antonio Galgano                | Partito Socialista Democratico Italiano       | 4.283   | 5,6  |
|                          | Luigi Castiglia                | Partito della Rifondazione Comunista          | 3.858   | 5,1  |
|                          | Emanuele Errichetti            | Federazione dei Verdi                         | 1.872   | 2,5  |
|                          | Carmine Rosa                   | Partito Repubblicano Italiano                 | 1.755   | 2,3  |
|                          | Alberto Federico Petruccelli   | Partito Liberale Italiano                     | 1.117   | 1,5  |
|                          | Vincenzo Belmonte              | Lega delle Leghe                              | 850     | 1,1  |
|                          | Francesco Chiappinelli         | Lista Marco Pannella                          | 568     | 0,7  |
|                          | Saverio Lattuchella            | Lega Nord                                     | 222     | 0,3  |
|                          | Gaetano Santoro                | Lega d’Azione Meridionale                     | 211     | 0,3  |
|                          | Vincenzo Strammiello           | Federalismo – Pensionati Uomini Vivi          | 106     | 0,1  |
|                          | Luciana Pallavicini            | Lega Meridionale per l’Unità Nazionale        | 100     | 0,1  |
| Gesamt                   | Gesamt                         | Gesamt                                        | 75.876  | 100  |
|                          |                                |                                               |         |      |
| Ungültige Stimmen        | Ungültige Stimmen              | Ungültige Stimmen                             | 7.587   | 9,1  |
| Wähler                   | Wähler                         | Wähler                                        | 83.463  | 81,9 |
| Wahlberechtigte          | Wahlberechtigte                | Wahlberechtigte                               | 101.925 |      |
|                          |                                |                                               |         |      |
| Quelle: Innenministerium |                                |                                               |         |      |

## Von 1993 bis 2005

### Wahlkreisgebiet
Der Wahlkreis umfasste 23 Gemeinden: Abriola, Albano di Lucania, Anzi, Avigliano, Balvano, Baragiano, Bella, Brindisi Montagna, Campomaggiore, Castelmezzano, Picerno, Pietrapertosa, Pignola, Potenza, Ruoti, San Chirico Nuovo, Sant’Angelo Le Fratte, Savoia di Lucania, Tito, Tolve, Trivigno, Vaglio Basilicata und Vietri di Potenza.

### Wahlergebnisse

#### Parlamentswahl 1994
| Kandidaten               | Kandidaten            | Parteien              | Stimmen | %    |
| ------------------------ | --------------------- | --------------------- | ------- | ---- |
|                          | Silvano Micelegewählt | Progressisti          | 26.136  | 38,1 |
|                          | Nicola Trerotola      | Polo del Buon Governo | 20.876  | 30,4 |
|                          | Emidio Frascione      | Patto per l’Italia    | 18.909  | 27,5 |
|                          | Rocco Caggiano        | Unione Mediterranea   | 2.749   | 4,0  |
| Gesamt                   | Gesamt                | Gesamt                | 68.670  | 100  |
|                          |                       |                       |         |      |
| Ungültige Stimmen        | Ungültige Stimmen     | Ungültige Stimmen     | 10.809  | 13,6 |
| Wähler                   | Wähler                | Wähler                | 79.479  | 81,3 |
| Wahlberechtigte          | Wahlberechtigte       | Wahlberechtigte       | 97.757  |      |
|                          |                       |                       |         |      |
| Quelle: Innenministerium |                       |                       |         |      |

#### Parlamentswahl 1996
| Kandidaten               | Kandidaten                 | Parteien                     | Stimmen | %    |
| ------------------------ | -------------------------- | ---------------------------- | ------- | ---- |
|                          | Silvano Micelegewählt      | L’Ulivo                      | 36.021  | 52,6 |
|                          | Antonio Potenza            | Polo per le Libertà          | 23.041  | 33,7 |
|                          | Vittorio Di Palma          | Fiamma Tricolore             | 3.272   | 4,8  |
|                          | Leonardo Nardella          | Lista Pannella–Sgarbi        | 2.237   | 3,3  |
|                          | Giovanni De Blasiis        | Democratici per il Progresso | 2.128   | 3,1  |
|                          | Stefano Antonio Misuriello | Mani Pulite                  | 1.230   | 1,8  |
|                          | Domenico Battista          | Lega d’Azione Meridionale    | 527     | 0,8  |
| Gesamt                   | Gesamt                     | Gesamt                       | 68.456  | 100  |
|                          |                            |                              |         |      |
| Ungültige Stimmen        | Ungültige Stimmen          | Ungültige Stimmen            | 9.660   | 12,4 |
| Wähler                   | Wähler                     | Wähler                       | 78.116  | 77,7 |
| Wahlberechtigte          | Wahlberechtigte            | Wahlberechtigte              | 100.559 |      |
|                          |                            |                              |         |      |
| Quelle: Innenministerium |                            |                              |         |      |

#### Parlamentswahl 2001
| Kandidaten               | Kandidaten             | Parteien                             | Stimmen | %    |
| ------------------------ | ---------------------- | ------------------------------------ | ------- | ---- |
|                          | Vito Gruossogewählt    | L’Ulivo                              | 29.240  | 39,8 |
|                          | Agatino Lino Mancusi   | Casa delle Libertà                   | 24.598  | 33,4 |
|                          | Emilio Colombo         | Democrazia Europea                   | 11.298  | 15,4 |
|                          | Maria Rosalba Di Tolla | Partito della Rifondazione Comunista | 3.551   | 4,8  |
|                          | Vito Fernando Rosa     | Lista Di Pietro                      | 2.962   | 4,0  |
|                          | Antonio Ciancio        | Fiamma Tricolore                     | 970     | 1,3  |
|                          | Bachisio Maureddu      | Lista Emma Bonino                    | 934     | 1,3  |
| Gesamt                   | Gesamt                 | Gesamt                               | 73.553  | 100  |
|                          |                        |                                      |         |      |
| Ungültige Stimmen        | Ungültige Stimmen      | Ungültige Stimmen                    | 8.262   | 10,1 |
| Wähler                   | Wähler                 | Wähler                               | 81.815  | 77,5 |
| Wahlberechtigte          | Wahlberechtigte        | Wahlberechtigte                      | 105.523 |      |
|                          |                        |                                      |         |      |
| Quelle: Innenministerium |                        |                                      |         |      |

## Seit 2017

### Wahlkreisgebiet
Der Wahlkreis umfasst alle Gemeinden der Region.

#### Parlamentswahl 2018
| Kandidaten               | Kandidaten              | Stimmen | %    | Listen                               | Stimmen | %    |
| ------------------------ | ----------------------- | ------- | ---- | ------------------------------------ | ------- | ---- |
|                          | Saverio De Bonisgewählt | 123.118 | 43,0 | Movimento 5 Stelle                   | 123.118 | 43,0 |
|                          | Pasquale Pepe           | 74.528  | 26,0 | Forza Italia                         | 36.226  | 12,7 |
| Lega per Salvini Premier | Pasquale Pepe           | 74.528  | 26,0 | 20.591                               | 7,2     |      |
| Fratelli d’Italia        | Pasquale Pepe           | 74.528  | 26,0 | 10.628                               | 3,7     |      |
| Noi con l’Italia – UDC   | Pasquale Pepe           | 74.528  | 26,0 | 7.083                                | 2,5     |      |
|                          | Gianni Pittella         | 61.203  | 21,4 | Partito Democratico                  | 49.462  | 17,3 |
| Civica Popolare          | Gianni Pittella         | 61.203  | 21,4 | 4.162                                | 1,5     |      |
| +Europa                  | Gianni Pittella         | 61.203  | 21,4 | 3.931                                | 1,4     |      |
| Italia Europa Insieme    | Gianni Pittella         | 61.203  | 21,4 | 3.648                                | 1,3     |      |
|                          | Cristiana Coviello      | 16.305  | 5,7  | Liberi e Uguali                      | 16.305  | 5,7  |
|                          | Gerardo Melchionda      | 3.554   | 1,2  | Potere al Popolo!                    | 3.554   | 1,2  |
|                          | Angelica Pezzullo       | 1.831   | 0,6  | Il Popolo della Famiglia             | 1.831   | 0,6  |
|                          | Patrizia De Anna        | 1.674   | 0,6  | CasaPound Italia                     | 1.674   | 0,6  |
|                          | Pietro Fanelli          | 1.520   | 0,5  | Partito Comunista                    | 1.520   | 0,5  |
|                          | Silvana Arbia           | 1.384   | 0,5  | Stato Moderno Solidale               | 1.384   | 0,5  |
|                          | Giuseppe Di Bello       | 1.192   | 0,4  | Lista del Popolo per la Costituzione | 1.192   | 0,4  |
| Gesamt                   | Gesamt                  | 286.309 | 100  |                                      | 286.309 | 100  |
|                          |                         |         |      |                                      |         |      |
| Ungültige Stimmen        | Ungültige Stimmen       | 14.639  | 4,9  |                                      |         |      |
| Wähler                   | Wähler                  | 300.948 | 71,1 |                                      |         |      |
| Wahlberechtigte          | Wahlberechtigte         | 423.233 |      |                                      |         |      |
|                          |                         |         |      |                                      |         |      |
| Quelle: Innenministerium |                         |         |      |                                      |         |      |

#### Parlamentswahl 2022
| Kandidaten                          | Kandidaten                                | Stimmen | %    | Listen                                                  | Stimmen | %    |
| ----------------------------------- | ----------------------------------------- | ------- | ---- | ------------------------------------------------------- | ------- | ---- |
|                                     | Maria Elisabetta Alberti Casellatigewählt | 88.280  | 36,1 | Fratelli d’Italia                                       | 47.083  | 19,3 |
| Forza Italia                        | Maria Elisabetta Alberti Casellatigewählt | 88.280  | 36,1 | 22.027                                                  | 9,0     |      |
| Lega per Salvini Premier            | Maria Elisabetta Alberti Casellatigewählt | 88.280  | 36,1 | 17.471                                                  | 7,1     |      |
| Noi Moderati                        | Maria Elisabetta Alberti Casellatigewählt | 88.280  | 36,1 | 1.699                                                   | 0,7     |      |
|                                     | Antonio Materdomini                       | 59.644  | 24,4 | Movimento 5 Stelle                                      | 59.644  | 24,4 |
|                                     | Ignazio Petrone                           | 53.275  | 21,8 | Partito Democratico – Italia Democratica e Progressista | 39.573  | 16,2 |
| Alleanza Verdi e Sinistra           | Ignazio Petrone                           | 53.275  | 21,8 | 6.786                                                   | 2,8     |      |
| +Europa                             | Ignazio Petrone                           | 53.275  | 21,8 | 4.900                                                   | 2,0     |      |
| Impegno Civico – Centro Democratico | Ignazio Petrone                           | 53.275  | 21,8 | 2.016                                                   | 0,8     |      |
|                                     | Mariangela Guerra                         | 30.006  | 12,3 | Azione – Italia Viva                                    | 30.006  | 12,3 |
|                                     | Giovanni Colangelo                        | 3.856   | 1,6  | Unione Popolare                                         | 3.856   | 1,6  |
|                                     | Roberto Robilotta                         | 3.478   | 1,4  | Italexit per l’Italia                                   | 3.478   | 1,4  |
|                                     | Michele Signa                             | 2.854   | 1,2  | Italia Sovrana e Popolare                               | 2.854   | 1,2  |
|                                     | Antonio Pallottino                        | 2.287   | 0,9  | Partito Comunista Italiano                              | 2.287   | 0,9  |
|                                     | Piergiuseppe Antonio Pecoraro             | 875     | 0,4  | Noi di Centro – Europeisti                              | 875     | 0,4  |
| Gesamt                              | Gesamt                                    | 244.555 | 100  |                                                         | 244.555 | 100  |
|                                     |                                           |         |      |                                                         |         |      |
| Ungültige Stimmen                   | Ungültige Stimmen                         | 17.966  | 6,8  |                                                         |         |      |
| Wähler                              | Wähler                                    | 262.521 | 58,8 |                                                         |         |      |
| Wahlberechtigte                     | Wahlberechtigte                           | 446.685 |      |                                                         |         |      |
|                                     |                                           |         |      |                                                         |         |      |
| Quelle: Innenministerium            |                                           |         |      |                                                         |         |      |